# Brian Gene Nichols
Brian Gene Nichols (* 10. Dezember 1971 in Baltimore, Maryland) ist ein US-amerikanischer Gewaltverbrecher, der durch seine gewalttätige Flucht aus einem Gerichtsgebäude die größte Verbrecherjagd in der Geschichte des Bundesstaates Georgia auslöste. Nach einer 26-stündigen, spektakulären Flucht konnte er schließlich gefasst werden. Er wurde unter anderem wegen Mordes an einem Richter, einer Gerichtsschreiberin, einem Deputy Sheriff und einem Zollbeamten zu einer mehrfach lebenslangen Freiheitsstrafe ohne Aussicht auf Begnadigung verurteilt. 

## Flucht aus dem Gericht
Brian Gene Nichols musste sich am 11. März 2005 wegen Vergewaltigung und gewaltsamer Geiselnahme seiner Ex-Freundin vor dem Bezirksgericht von Atlanta verantworten. Dem bereits mehrfach vorbestraften Nichols drohte lebenslange Haft. 
Als er vom Aufenthaltsbereich zu einer Arrestzelle gebracht wurde und die begleitende Polizistin ihm die Handschellen abnahm, damit er sich umziehen konnte, überwältigte er die Beamtin und verletzte sie durch Faustschläge lebensgefährlich. Anschließend nahm er ihre Dienstwaffe, den Schlüsselbund und das Funkgerät an sich und schloss sie in einer Zelle ein. Danach betrat er die privaten Räumlichkeiten des Richters Rowland Barnes. Ein zufällig vorbeikommender Polizist wurde von Nichols ebenfalls im Handgemenge überwältigt, gefesselt und entwaffnet. Nachdem er den Richter gefunden hatte, tötete er ihn und die anwesende Gerichtsschreiberin Julie Brandau mit Kopfschüssen. Über einen Notausgang gelang ihm die Flucht aus dem Gebäude, wobei er den ihn verfolgenden Polizisten Hoyt Teasley erschoss.

## Flucht durch Atlanta
Noch am selben Abend kam er auf die Liste der zehn meistgesuchten Flüchtigen des FBI, und es wurde eine Belohnung von 65.000 US-Dollar für Hinweise ausgesetzt, die zu seiner Ergreifung führten. Inzwischen hatte Nichols einen Polizisten in dessen Privatfahrzeug überfallen und ihn zum Aussteigen gezwungen. Mit dessen Fahrzeug fuhr er einige Straßen weiter und stellte das Fahrzeug in einer Parkgarage ab. Danach zwang er den Fahrer eines Abschleppwagens mit Waffengewalt auszusteigen und fuhr mit dessen Fahrzeug weiter. In einer Einbahnstraße sprang er aus dem Wagen und lief in ein Parkhaus, wo er eine Frau zum Aussteigen aus ihrem Auto zwang. Als er sie in den Kofferraum sperren wollte, konnte sie fliehen. Er fuhr mit dem Wagen der Frau auf den Parkplatz eines Supermarktes und eignete sich dort das Fahrzeug eines Juweliers an, mit dem er zu einer weiteren Parkgarage in der Nähe des CNN-Centers fuhr. Dort hielt er einen Reporter in dessen Fahrzeug an und zwang ihn mit vorgehaltener Waffe, in den Kofferraum zu steigen. Als sich dieser weigerte, schlug ihn Nichols nieder und fuhr mit dessen Wagen weiter. In der Lenox Road nahm er eine Frau als Geisel und zwang sie, ihn zu ihrer Wohnung zu bringen. Dort angekommen wurde er vom Freund der Frau überrascht, der Nichols angriff. Im Laufe des Handgemenges konnte die Frau die Polizei verständigen. Nichols konnte jedoch den Mann überwältigen, niederschlagen und fliehen. Kurz darauf drang er in ein unversperrtes Haus in der Canter Road ein und erschoss den Zollbeamten David Wilhelm. Dann nahm er dessen Dienstwaffe an sich und fuhr mit dem Pickup-Truck des Beamten weiter. 

## Verhaftung und Verurteilung
Bei den Bridgewater Apartments nahm er eine Frau als Geisel, der es jedoch bis zum nächsten Morgen gelang, das Vertrauen des Täters zu gewinnen. In einem unbeobachteten Moment gelang es ihr, die Polizei anzurufen, die daraufhin mit einem Großaufgebot das Gebäude umstellte. Für alle unerwartet kam Nichols kurz darauf mit erhobenen Händen und einem weißen Tuch aus dem Gebäude und ließ sich widerstandslos festnehmen. 
Am 5. Mai 2005 begann der Prozess gegen ihn. Am 15. Dezember 2008 wurde er in allen 54 Anklagepunkten für schuldig befunden und zu elf lebenslangen Freiheitsstrafen sowie zusätzlich 485 Jahren Haft ohne Aussicht auf eine vorzeitige Haftentlassung verurteilt.